# Fabrizio Ferracane
Fabrizio Ferracane (Mazara del Vallo, 13 luglio 1965) è un attore italiano.

## Biografia
Attore di carriera essenzialmente teatrale, ha lavorato saltuariamente anche al cinema in Malèna di Giuseppe Tornatore, Anime nere di Francesco Munzi, Il traditore di Marco Bellocchio e in varie serie televisive di successo: Il commissario Montalbano, Il capo dei capi, Squadra antimafia - Palermo oggi 2, Il tredicesimo apostolo - La rivelazione, La Compagnia del Cigno e The Bad Guy.

## Filmografia

### Cinema
- Malèna, regia di Giuseppe Tornatore (2000)
- Andata e ritorno, regia di Alessandro Paci (2003)
- Ecovanavoce, regia di Tommaso Urciuolo – cortometraggio (2012)
- L'ultima foglia, regia di Leonardo Frosina (2013)
- Anime nere, regia di Francesco Munzi (2014)
- Uno per tutti, regia di Mimmo Calopresti (2015)
- Fantasticherie di un passeggiatore solitario, regia di Paolo Gaudio (2015)
- Senza lasciare traccia, regia di Gianclaudio Cappai (2016)
- Ho amici in Paradiso, regia di Fabrizio Maria Cortese (2016)
- Ieri e domani, regia di Lorenzo Sepalone (cortometraggio) (2017)
- L'attrazione gravitazionale del professor D., regia di Marco Santi – cortometraggio (2017)
- La terra buona, regia di Emanuele Caruso (2017)
- Dopo la guerra, regia di Annarita Zambrano (2017)
- Ninna Nanna, regia di Enzo Russo e Dario Germani (2017)
- L'ordine delle cose, regia di Andrea Segre (2017)
- Perché ho peccato, regia di Giovanni Dinatale – cortometraggio (2018)
- Il traditore, regia di Marco Bellocchio (2019)
- Non mi uccidere, regia di Andrea De Sica (2021)
- La terra dei figli, regia di Claudio Cupellini (2021)
- School of Mafia, regia di Alessandro Pondi (2021)
- Il paradiso del pavone, regia di Laura Bispuri (2021)
- Ariaferma, regia di Leonardo Di Costanzo (2021)
- L'Arminuta, regia di Giuseppe Bonito (2021)
- Una femmina, regia di Francesco Costabile (2022)
- Leonora addio, regia di Paolo Taviani (2022)
- Primadonna, regia di Marta Savina (2022)
- La prima regola, regia di Massimiliano D'Epiro (2022)
- Doppio passo, regia di Lorenzo Borghini (2023)
- The Cage - Nella gabbia, regia di Massimiliano Zanin (2023)
- Misericordia, regia di Emma Dante (2023)
- Castelrotto, regia di Damiano Giacomelli (2023)
- Lo scuru, regia di G. William Lombardo (2024)
- La guerra di Cesare, regia di Sergio Scavio (2025)

### Televisione
- Il commissario Montalbano, regia di Alberto Sironi - serie TV, episodi: Il giro di boa e Par condicio (2005)
- Il capo dei capi, regia di Alexis Sweet e Enzo Monteleone – serie TV, episodi 3-4-5 (2007)
- Distretto di Polizia 7, regia di Alessandro Capone - serie TV, episodio 7x26 (2007)
- Intelligence - Servizi & segreti, regia di Alexis Sweet – serie TV, episodio 1 (2009)
- Squadra antimafia - Palermo oggi 2 – serie TV, 5 episodi (2010)
- Il segreto dell'acqua, regia di Renato De Maria (2011)
- Il tredicesimo apostolo - La rivelazione, regia di Alexis Sweet (2014)
- Le mani dentro la città, regia di Alessandro Angelini (2014)
- Il paradiso delle signore, regia di Monica Vullo (2015)
- Tutti insieme all'improvviso, regia di Francesco Pavolini (2016)
- Felicia Impastato, regia di Gianfranco Albano (2016)
- Lampedusa - Dall'orizzonte in poi, regia di Marco Pontecorvo – serie TV (2016)
- Liberi sognatori - La scorta di Borsellino, regia di Stefano Mordini – film TV (2018)
- Prima che la notte, regia di Daniele Vicari – film TV (2018)
- Il commissario Montalbano, regia di Alberto Sironi – serie TV, episodio: Amore (2018)
- Non uccidere, regia di Claudio Noce – serie TV, episodio 2x16 (2018)
- La Compagnia del Cigno, regia di Ivan Cotroneo (2019)
- Giorgio Ambrosoli - Il prezzo del coraggio, regia di Alessandro Celli (2019)
- Gli orologi del diavolo, regia di Alessandro Angelini (2020)
- L'Ora - Inchiostro contro piombo, regia di Piero Messina, Ciro D'Emilio, Stefano Lorenzi – serie TV (2022)
- The Bad Guy, regia di Giancarlo Fontana e Giuseppe G. Stasi - serie TV (2022-2024)
- Il re (seconda stagione), regia di Giuseppe Gagliardi - serie TV (2024)
- Mascaria, regia di Isabella Leoni - film TV (2024)
- Maria Corleone (seconda stagione), regia di Mauro Mancini – serie TV (2025)
- Gerri, regia di Giuseppe Bonito – serie TV (2025)

### Videoclip
- Portami via - Fabrizio Moro (2017)

## Riconoscimenti
- Bari International Film Festival
  - 2025 – Migliore attore protagonista per La guerra di Cesare
- David di Donatello
  - 2015 – Candidatura al Migliore attore protagonista per Anime nere
  - 2020 – Candidatura al Migliore attore non protagonista per Il traditore
  - 2022 – Candidatura al Migliore attore non protagonista per Ariaferma
- Nastri d'argento
  - 2015 – Candidatura al Migliore attore protagonista per Anime nere
  - 2019 – Miglior attore non protagonista per Il traditore (con Luigi Lo Cascio)
- Globo d'oro
  - 2015 – Candidatura al Migliore attore per Anime nere